# 小村・ウェーバー協定
小村・ウェーバー協定（こむら・ウェーバーきょうてい）は、1896年5月、李氏朝鮮の首都漢城府（現、大韓民国ソウル特別市）において結ばれた、朝鮮問題に関する日本帝国・ロシア帝国間の覚書。駐朝鮮日本公使の小村壽太郎と駐朝鮮ロシア公使ヴェーバー（ウェーバー）によって調印されたため、この名がある。小村・ウェーバー覚書（こむら・ウェーバーおぼえがき）あるいは第1次日露議定書（だいいちじにちろぎていしょ）と呼ばれることも多い。

## 概要

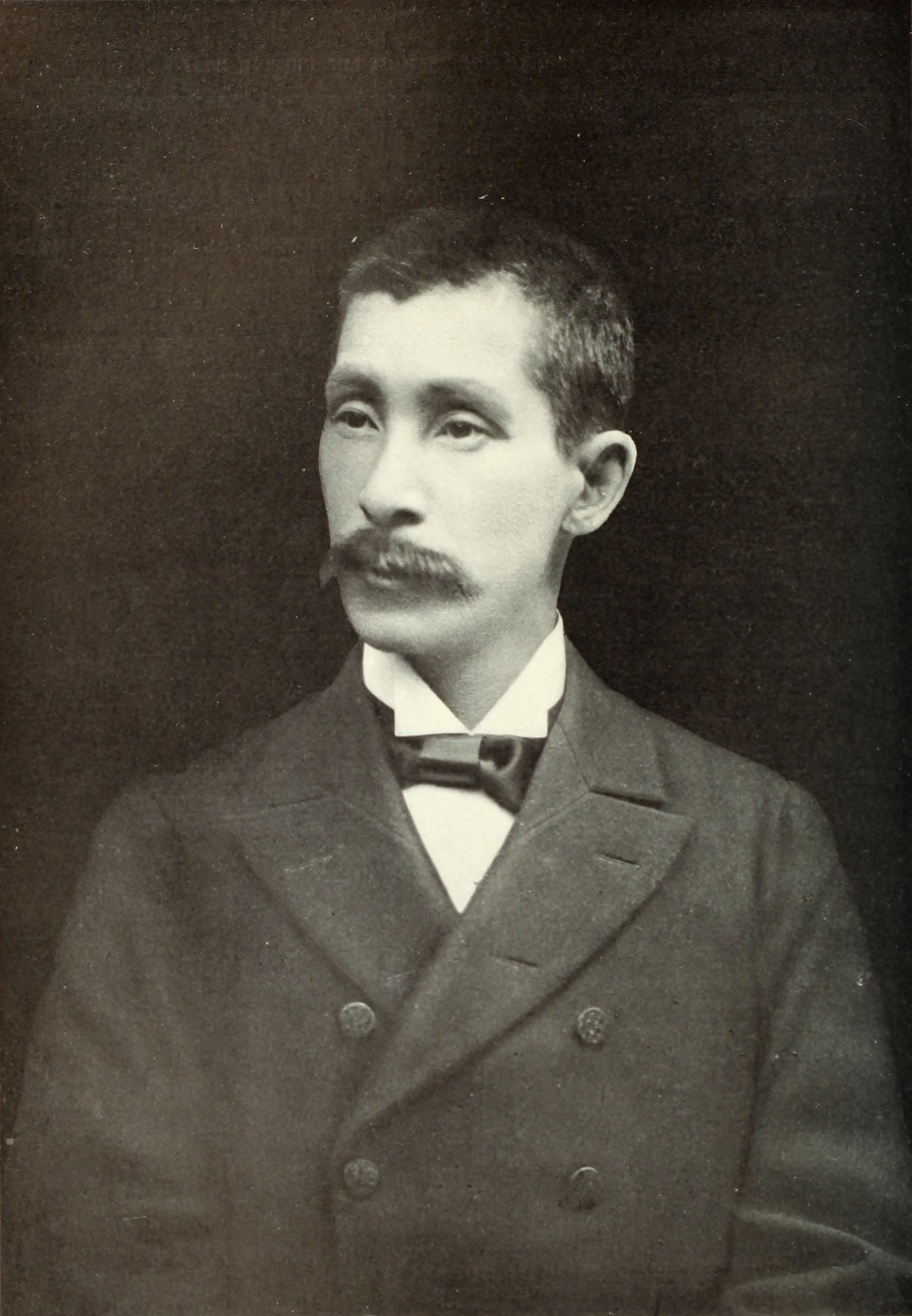
小村壽太郎

1895年10月起こった閔妃殺害事件（乙未事変）の処理のため三浦梧楼に代わって小村壽太郎が公使として朝鮮に派遣された。三浦は小村が着任する前に事態を収拾しようと図り、親日派の人物を朝鮮の軍部大臣や警視総監に起用し、王宮警備を従来の鎮衛隊から訓練隊に替えた。新任の小村は三浦の事件処理案を修正して、金弘集政権を支えて難局を乗り切ろうとし、国王高宗とロシア公使カール・イバノビッチ・ヴェーバーによる親日派閣僚罷免要求に応じ、訓練隊の解散にも同意した。ところが、11月28日には、ロシア軍・アメリカ軍水兵と親露派の元農商工部大臣李範晋が金弘集総理の暗殺を図る春生門事件が起こった。この事件は未遂に終わっただけでなく、これには露米の公使館筋もかかわっていた事実が露見したため、露米公使は朝鮮政治への介入ができなくなった。これで金弘集・金允植・魚允中ら親日派による開化政策が順調に進むかに思われたが、1896年2月11日、ヴェーバー公使に出し抜かれて高宗と王太子（のちの純宗）とともにロシア公使館に奪われてしまった（露館播遷）。これは、春生門事件の残党が漢城から100キロメートル東方、内陸の江原道春川の一帯で民乱を誘い、金弘集が漢城府の鎮衛隊を出動させたすきに、仁川港に停泊するロシア軍艦から水兵が上陸して漢城に入り、女官に変装して景福宮を脱した高宗父子を保護した結果のできごとであった。
小村は、親露派政権の成立した朝鮮において日本の足場を守り、険悪化した日露関係を改善するため、ロシアのヴェーバー公使と協議した。宮中府中ともにロシア公使館にあり、日露両勢力の形勢が逆転した漢城において小村は、1896年2月25日、ヴェーバー公使に国王の還御と日露共同の勧告を提案した。
そして、1896年5月14日、漢城において、小村・ヴェーバー両公使は覚書を調印した（小村・ウェーバー協定）。内容は、日本とロシアが共同で朝鮮国の内政を監督し、ロシア公使館に滞留している朝鮮国王の還宮実現の条件として、日露両国軍隊の駐屯定員などを取り決めたものであった。これにより、日露両国は同数の兵力を朝鮮に駐留することが可能になった。
露館播遷を許してしまったことは、小村としては大失態のはずであったが、外務大臣の陸奥宗光はこれをとがめることなく、むしろその能力を高く評価し、その外相辞任の直前、小村を駐朝鮮公使から昇進させて外務次官に任じている。なお、この1か月後、サンクトペテルブルクを訪れた山縣有朋元首相はロシア外相アレクセイ・ロバノフ＝ロストフスキーとの間に山縣・ロバノフ協定を結んでいるが、朝鮮におけるロシア優位の状況はこの協定をもってしてもくつがえすことはできなかった。日本の帝国議会はロシアを仮想敵とする陸軍6個師団（第7師団から第12師団）の増設を可決した。